# District de Mirditë

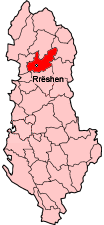

Le district de Mirditë est un des 36 districts de l'Albanie. Sa superficie est de 867 km2 et il compte 40 000 habitants. La capitale du district est Rrëshen. Le district dépend de la préfecture de Lezhë.
Le district est mitoyen des districts albanais de Pukë, Kurbin, Dibër, Lezhë, Mat et Kukës.
La circonscription actuelle ne comprend qu'une partie de la région historique.

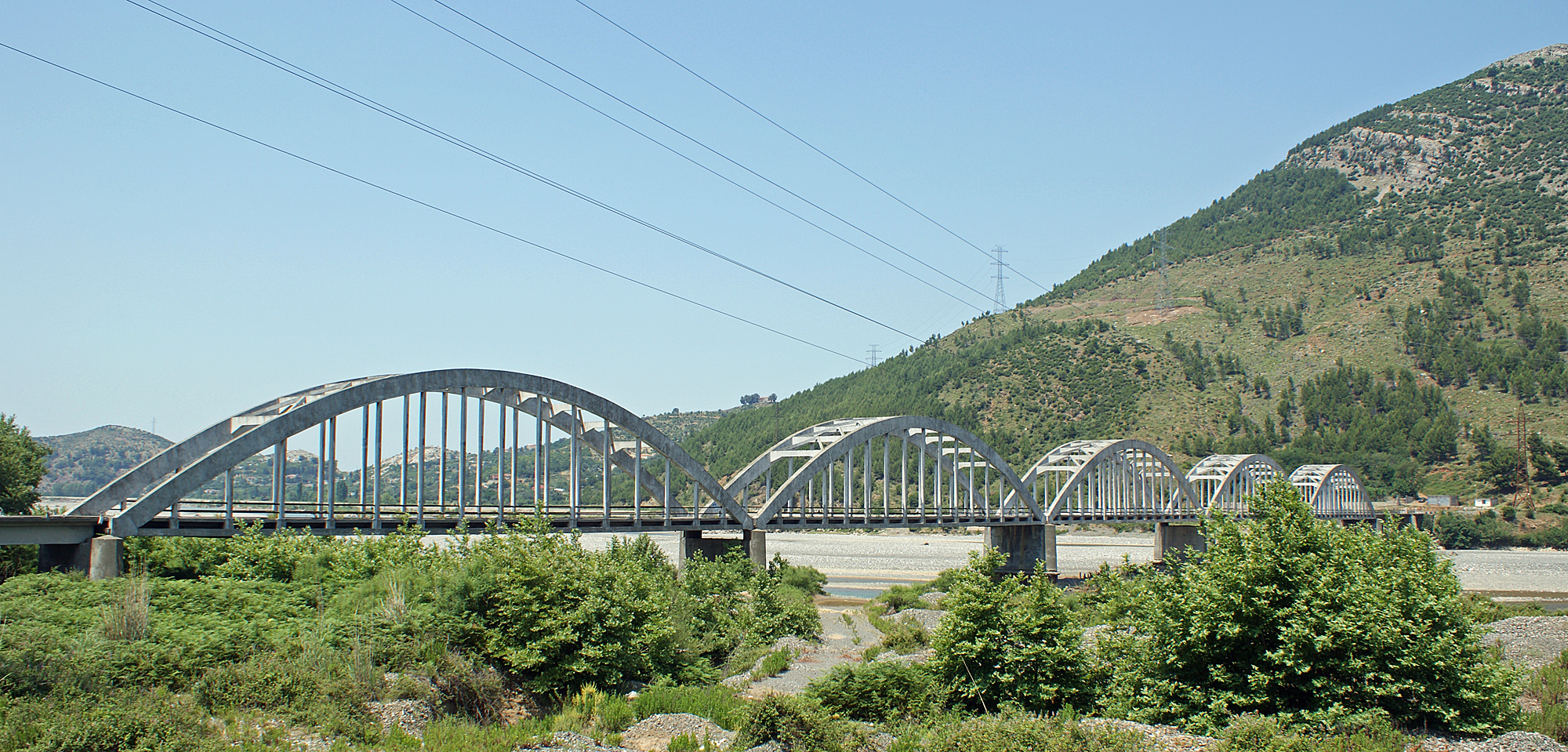
Pont de Zogou